# میرسن (هلند)
میرسن (به هلندی: Meerssen) یک شهرستان در هلند است که در لیمبورخ واقع شده‌است. میرسن ۵۷ متر بالاتر از سطح دریا واقع شده‌است.

## خواهرخوانده
شهرهای Bundoran، آلتئا، باد کوتزتینگ، بلاجو، Granville, Holstebro، اوفلیز، نیدرآنون، پروزا، Sesimbra Municipality، شربورن، Karkkila، اوکسلوسوند، Judenburg, Chojna، کوسگ، سیگولدا، Sušice، توری، استونی، زولن، پرینای، سیره (رومانی)، اگراس، سیپراس، شکفیا لکا، تریاونا و مرسسکلا خواهرخوانده‌های میرسن (هلند) هستند.